# Geometroidea
Geometroidea är en överfamilj i ordningen fjärilar. Överfamiljen innehåller familjerna mätare (Geometridae), Uraniidae och Sematuridae.